# 不該接吻的！
《不該接吻的！》（韓語：키스는 괜히 해서!）是韓國SBS計劃於2025年起播出的電視劇，由《千元律師》的金在賢導演執導，《雙甲路邊攤》、《現在開始是Showtime！》的編劇河允雅與閔泰京編劇共同執筆打造

。

## 演員陣容

### 主要人物
- 張基龍
- 安恩真
- 金武俊
- 禹多備

## 外部連結
- Daum上《不該接吻的！》的資料
- 豆瓣电影上《不該接吻的！》的資料 （简体中文）